# Tamiops mcclellandii
Tamiops mcclellandii є видом гризунів родини Sciuridae. Мешкає в різноманітних лісах від тропічних до субтропічних у таких країнах: Бутан, Камбоджа, Китай, Індія, Лаос, Малайзія, М'янма, Непал, Таїланд і В'єтнам. Цей вид є денним, деревним і харчується фруктами, овочами та комахами. Його часто можна побачити в невеликих групах і використовує дупла дерев як притулок.

## Морфологічні особливості
Довжина голови й тулуба становить від 10,0 до 12,5 сантиметрів, а вага — від 27 до 51 грама. Довжина хвоста становить від 8,6 до 12 сантиметрів. Довжина задньої лапи 27–32 міліметри, довжина вуха 15–22 міліметри. Шерсть тварини коротка, основний колір спини від оливково-зеленого до жовтого. Є три поздовжні смуги від коричневого до сіро-чорного кольору, які розділені світло-коричневими смугами. Середня пара світлих смуг бліда, зовнішні дві смуги світлі. Під оком бліда смуга, яка переходить у нижню світлу смугу на спині. Черево вохристе, кінчик хвоста чорний.